# Katyn-Museum

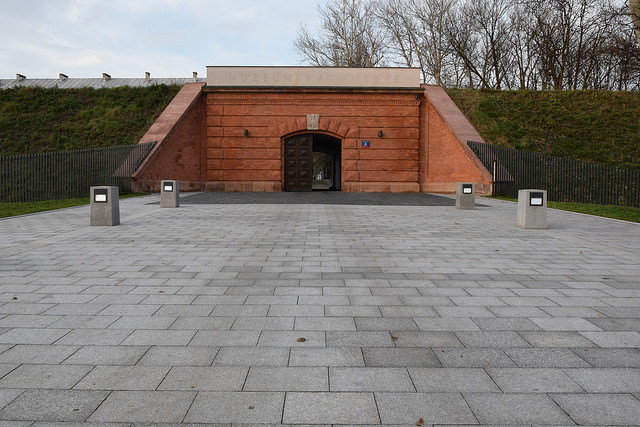
Haupteingang zum Museum

Das Katyn-Museum (polnisch Muzeum Katyńskie) in Warschau beherbergt eine Ausstellung über die Vorgeschichte, die Durchführung und die Folgen des Massakers von Katyn, bei dem 1940 rund 4000 polnische Offiziere vom sowjetischen Geheimdienst NKWD ermordet wurden. Seit September 2015 hat es seinen Sitz auf dem Gelände der Zitadelle Warschau.

## Geschichte
Das Museum wurde mit seiner Gründung 1993 zunächst in einer Außenstelle des Museums der polnischen Armee im ehemaligen „Czerniakowski“-Fort (Fort IX der Festung Warschau) im Süden Warschaus untergebracht. 2009 wurde die Örtlichkeit von der Baupolizei geschlossen.
Im folgenden Jahr fiel die Entscheidung, es in die Zitadelle nördlich der Altstadt zu verlegen. Am 17. September 2015 wurde es gemeinsam von Staatspräsident Andrzej Duda und Premierministerin Ewa Kopacz eröffnet. Beim Datum der Eröffnung handelte sich um den 76. Jahrestag des sowjetischen Einmarsches in Ostpolen, in dessen Verlauf die später in Katyn und anderen Orten ermordeten polnischen Offiziere in sowjetische Gefangenschaft geraten waren.
Das Museum untersteht dem polnischen Verteidigungsministerium.

## Ausstellung
Die Ausstellung betrifft nicht nur die Ermordeten von Katyn, sondern auch die polnischen Opfer von Charkiw und Kalinin, die ebenfalls 1940 vom NKWD ermordet wurden. Im Kellerbereich des Museums werden über 6000 überwiegend persönliche Gegenstände der Ermordeten ausgestellt, die bei der Öffnung der Massengräber in den Jahren 1991–1994 gefunden wurden. In der eigentlichen Ausstellung erfährt der Gast mehr über den Hergang und die Geschichte des Massakers. Außerdem werden Dokumente, Fotos und Filme zu den Hinrichtungen, den Opfern und den Ausgrabungen gezeigt und archiviert. Neben der öffentlich zugänglichen Ausstellung, erhalten Historiker Einblick ins Archiv. Zusätzlich wurde ein Komplettverzeichnis der Opfer angelegt.

## Umgebung und Appellplatz
Das Museum befindet sich auf dem Gelände der Warschauer Zitadelle aus dem 19. Jahrhundert. Die Ausstellung wurde in einer Kaponniere im südöstlichen Teil der Zitadelle aufgestellt. Bevor man das eigentliche Museum betritt, überquert man einen Appellplatz, auf dem junge Hainbuchen gepflanzt wurden. Diese symbolisieren die Massengräber in den Tiefen der russischen Wälder. Nach den Massenmorden hatten die russischen Soldaten den Tatort mit jungen Bäumen bepflanzt.
An der Kreuzung der Krajewski-Straße und Wybrzeże-Gdyńskie-Straße (auch Wisłostrada genannt) wurde vor der Zitadellenmauer die „Katyn-Glocke“ aufgestellt. Sie wiegt 2 Tonnen und hängt auf einem speziellen Gerüst. Da die Glocke mit einem Loch gegossen wurde, ist ihr Klang nicht ideal. Neben dem Loch befindet sich ein militärischer polnischer Adler aus der Zeit der Zweiten Polnischen Republik in Form eines Reliefs. Auf der anderen Seite der Glocke wurde der Text der „Rota“ aufgesetzt. Die ist weltweit die erste Glocke, die mit einem solchen „löchrigen“ Symbol angefertigt wurde. Die Außenwand wurde mit einer bleiernen Patina überzogen und wird von Innen beleuchtet. Geläutet wird mit dem Ton cis 1, der von elektromagnetischen Hämmern der Firma Rduch Bells&Clocks erzeugt wird.
Jerzy Kalina hat die Glocke entworfen. Gegossen wurde sie von der Glockengießerei Jan Felczyński aus Przemyśl.

## Leiter des Museums

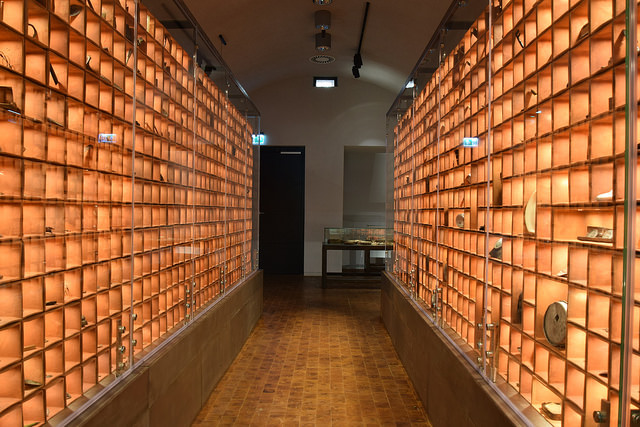
Persönliche Gegenstände im Kellerbereich des Museums

- Zdzisław Sawicki, 1993–2000
- Sławomir Błażewicz, 2000–2002
- Sławomir Frątczak, 2002–
- Ewa Kowalska, 2015–